# ژانگ هونگ (اسکیت‌باز سرعت)
ژانگ هونگ (انگلیسی: Zhang Hong؛ زادهٔ ۱۲ آوریل ۱۹۸۸) اسکیت‌باز سرعت اهل چین است. از افتخارات وی میتوان به کسب مدال طلا اسکیت سرعت ۱۰۰۰ متر در بازی‌های المپیک زمستانی ۲۰۱۴ اشاره کرد.